# Normans Beach
Normans Beach ist ein Sandstrand im Süden des australischen Bundesstaats Western Australia. Er liegt bei den Orten Manypeaks und Cheynes.
Der Strand ist 2,5 Kilometer lang und bis zu 50 Meter breit. Er öffnet sich in Richtung Südosten. Ein Weg führt zum Strand.
Normans Beach wird nicht von Rettungsschwimmern bewacht.